# 1797 Шаумассе
1797 Шаумассе (1797 Schaumasse) — астероїд головного поясу, відкритий 15 листопада 1936 року.
Тіссеранів параметр щодо Юпітера — 3,635.